# Pasjača (okręg niszawski)
Pasjača (cyr. Пасјача) – wieś w Serbii, w okręgu niszawskim, w mieście Nisz. W 2011 roku liczyła 219 mieszkańców.